# Купол Фудзи (антарктическая станция)

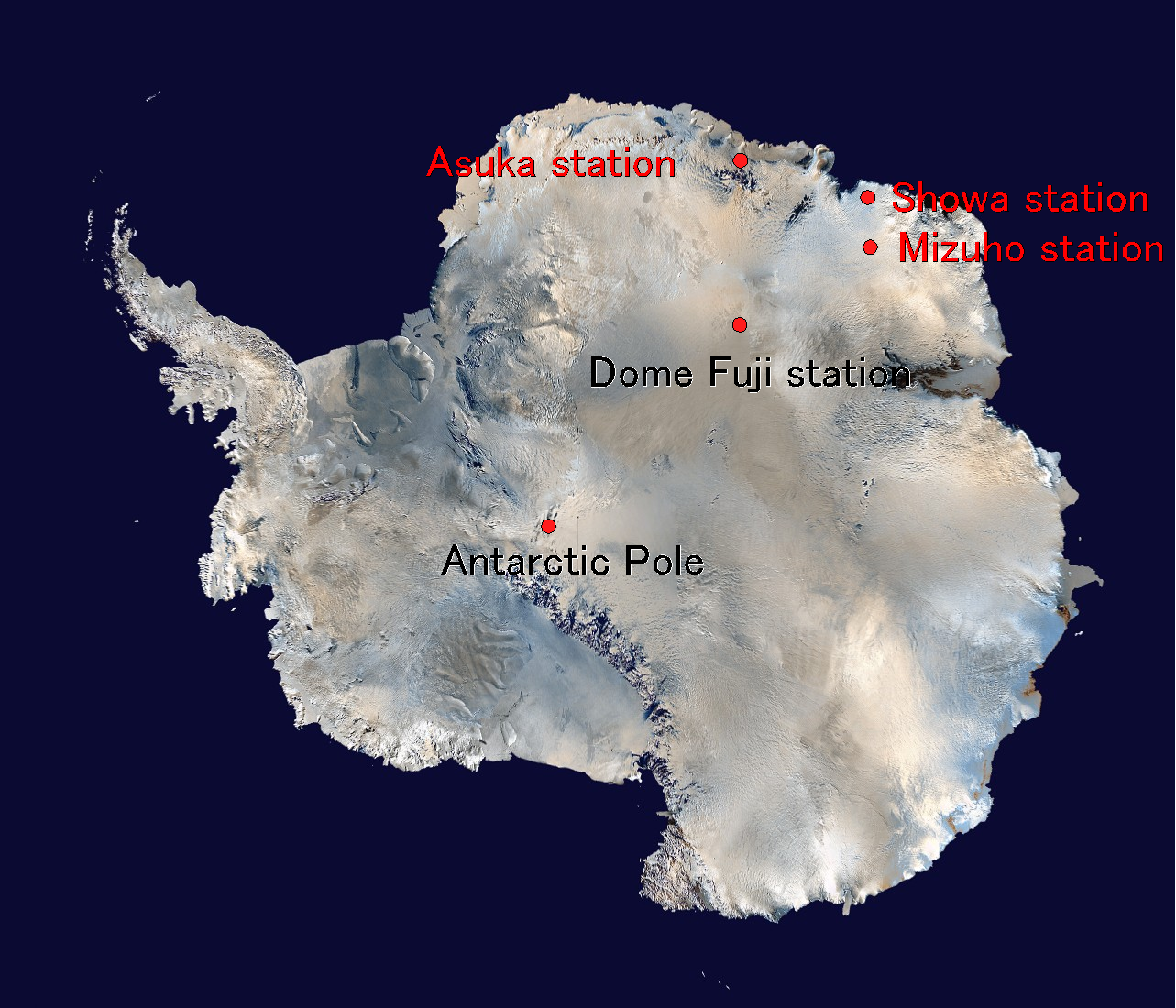
Японские антарктические станции

Ку́пол Фу́дзи (яп. ドームふじ [Dōmu Fuji], англ. Dome Fuji или Dome F), он же «Купол Валькирии» (Valkyrie Dome или Valkyrjedomen) — вершина ледового щита в восточной части Земли Королевы Мод в Антарктиде (географические координаты: 77°30′ ю. ш. 37°30′ в. д.), а также расположенная на нём одноимённая японская антарктическая станция.
Высота над уровнем моря — 3810 метров. Это вторая по высоте вершина ледяного купола Восточно-Антарктического ледового щита (англ. East Antarctic ice sheet) и его ледораздел (англ. ice divide)

## Открытие и наименование
Купол Валькирии — ледовый купол в восточной части Земли Королевы Мод, поднимающийся на высоту около 3700 м над уровнем моря. В 1963—1964 годах Советская Антарктическая экспедиция совершила переход через северную часть этого купола, поднявшись до высоты свыше 3600 м. Но сам купол был исследован с воздуха методами радиогляциологии в рамках программы «SPRI-NSF-TUD» в 1967—1979 годах, и был назван «Куполом Валькирии» (в честь Валькирии из Германо-скандинавской мифологии, уводившей павших воинов в Вальгаллу).

## Климат
Благодаря расположению на Антарктическом плато и большой высоте, Купол Валькирии — одно из самых холодных мест на Земле. Летом температура воздуха редко поднимается выше −30 °C , а зимой может опускаться до −80 °C и ниже. Среднегодовая температура −54,3 °C, что на 3 °C выше, чем на станции «Восток», и на 3,5 °C выше, чем минимальная среднегодовая температура, которая отмечается на полюсе недоступности, в точке с координатами 82° ю. ш. 78° в. д. Средняя температура июля около −74 °C, декабря и января около −35 °C . Это — холодная антарктическая пустыня. Осадков очень мало: около 25 мм в год, и они там выпадают только в виде кристаллов льда.
8 декабря 2013 года было сообщено об установлении здесь 3 августа 2004 года нового абсолютного минимума температуры приземного воздуха на Земле: −91,2 °C, что на 2 °C ниже предыдущего абсолютного минимума (−89,2 °C), зарегистрированного 21 июля 1983 года на станции «Восток» . Однако это значение было получено на основании данных спутникового мониторинга яркостной температуры поверхности Земли. По утверждению руководителя Российской Антарктической экспедиции Вячеслава Мартьянова, точность таких дистанционных измерений недостаточна, к тому же температура земной поверхности и температура приземного слоя воздуха, которую принято измерять на метеостанциях на высоте двух метров, могут значительно отличаться. Потому новый абсолютный минимум нельзя считать бесспорно установленным.

## Станция «Купол Фудзи»
Антарктическая полярная станция «Купол Фудзи» (яп. ドームふじ基地 [Dōmu Fuji Kichi]) была основана в январе 1995 года как «База наблюдений „Купол Фудзи“» (англ. Dome Fuji observation base, яп. ドームふじ観測拠点 [Dōmu Fuji Kansoku Kyoten]). С 1 апреля 2004 года стала называться «Станция „Купол Фудзи“». Географические координаты станции: 77°19′ ю. ш. 39°42′ в. д.. Ближайшая к ней другая японская антарктическая станция — Сёва — расположена примерно в тысяче километров от «Купола Фудзи». Это одна из четырёх японских антарктических станций и занимает 5 место среди обжитых населённых пунктов с самой низкой среднегодовой температурой после станции «Полюс недоступности» (−57,8 °C), станции «Восток» (−57,3 °C), станции «Плато» (−56,3 °C), и станции «Восток-1» (−55,6 °C). Является второй из самых высокогорных станций, так как расположена на 3796 метров выше уровня моря. Станция удалена от экватора примерно так же, как удалена от экватора самая северная материковая часть России и Азии — мыс Челюскин. При этом она находится на долготе Москвы (37,3° в. д.) и на широте, примерно на один градус ниже широты станции «Восток».

## Гляциологические исследования
Глубокое бурение льда было начато в августе 1995 года, и в декабре 1996 года скважина достигла глубины 2503 м. Возраст самых ранних слоёв льда составляет 340 тыс. лет.
Качество ледяных кернов — превосходное, даже в так называемой «хрупкой зоне» (англ. brittle zone) на глубинах от 500 до 860 м, где лёд обычно трескается прямо на месте при бурении и взятии керна.
Второй раз глубокое бурение льда было начато в 2003 году. Оно велось только в летние (для Южного полушария) периоды четыре года подряд с окончанием в 2007 году. В этот раз была достигнута глубина 3035,22 м. Скважина не дошла до коренной подстилающей породы подо льдом, однако в нижних пластах льда были обнаружены частицы камней и повторно замороженной воды, что свидетельствует о близости скального грунта ко дну скважины. Этот лёд — один из самых древних; по предварительным оценкам, он образовался 720 тыс. лет назад. По возрасту лёд из нижних пластов Купола Валькирии занимает второе место после древнейшего льда Купола Цирцеи (англ. Dome Circe), добытого на станции «Конкордия» (примерно 900 тыс. лет).